# Little Richard (Album)
Little Richard, auch Little Richard – Vol. 2, ist das zweite Musikalbum des Rock-’n’-Roll-Musikers Little Richard. Es erschien im Dezember 1958 bei Specialty Records, ein Jahr nachdem der Sänger seinen Vertrag zugunsten einer Priesterausbildung aufgelöst hatte. Die LP vereinigt Aufnahmen aus den Jahren 1956 und 1957, die alle zuvor bereits auf Single veröffentlicht waren.

## Musikstil
Little Richard präsentiert das neue musikalische Genre Rock ’n’ Roll in Reinform. Fiel die Spannung bei seinem Debütalbum Here’s Little Richard von 1957 noch zeitweise etwas ab, stellt sich die zweite Song-Zusammenstellung homogener und ohne Schwachpunkte dar. Selbst adaptierte Pop-Standards wie Baby Face und By the Light of the Silvery Moon wurden durch Little Richards energiereiche Performance und das kraftvolle Spiel seiner Begleitbands zu Rockern, so dass die von Mark Deming vermutete Strategie von Richards Management, mit einigen Stücken auch die Elterngeneration der jungen Rock-’n’-Roll-Fans anzusprechen, nicht aufgehen konnte. Auch bei der im 12/8-Takt gehaltenen Ballade Send Me Some Lovin’ fällt laut Kritik zwar das Tempo ab, nicht aber der Groove. Ansonsten beinhaltet das Album mit Keep A Knockin’, Good Golly Miss Molly, Lucille und The Girl Can’t Help It schnelle Rock-’n’-Roll-Nummern im 4/4-Takt und mit akzentuiertem Backbeat auf Basis des 12-taktigen Bluesschemas. Bei letzterem Stück bildeten – für Little Richard ungewöhnlich – die Musiker der Band und des Aufnahmestabs einen Chor, der im Prinzip des Call and Response auf die Rufe des Interpreten antwortet. Mit dem Schlagzeugintro von Keep A Knockin’ führte Charles Connor den „Choo-Choo-Stil“ mit nur einem markanten Schlag auf dem ersten Viertel ein, was dem Stampfen eines Dampfzuges ähneln soll. Little Richards Folgealbum The Fabulous Little Richard verwertete in erster Linie Blues-Stücke, die für die ersten beiden Alben als zu schwach empfunden wurden, womit das Album den Höhepunkt des Schaffens des Rock ’n’ Rollers darstellt.

## Entstehungsgeschichte
Die Aufnahmen für Little Richard entstanden in mehreren Sessions zwischen Juni 1956 und Oktober 1957 in New Orleans, Los Angeles und Washington. Die genaue Zuordnung der Songs zu den Aufnahmesessions variiert bei verschiedenen Autoren. John Garodkin erarbeitete bis 1985 mit dem Little Richard Special eine umfassende Sessiongrafie und Diskografie, die in Teilen als überholt gilt. In der offiziell autorisierten Biografie The Life and Times of Little Richard von Charles White aus dem Jahr 1984 bedankt sich der Autor für den Zugang zu den Archiven von Specialty Records sowie der Hilfe von Little Richard, dem Produzenten Bumps Blackwell und dem Songwriter John Marascalco, zeigt sich mit dem Endergebnis aber dennoch nicht zufrieden. Ray Topping durfte für die Song-Übersicht der 6-CD-Box The Complete Specialty Sessions, die 1992 bei Ace Records erschien, erneut in den Archiven von Specialty Records recherchieren.
Abgesehen davon, dass Garodkin die produktive Session vom 15./16. Oktober 1956 nach Los Angeles verlegt hat, sind sich die Autoren darüber einig, dass die renommierte Band des Toningenieurs Cosimo Matassa Little Richard bei Send Me Some Lovin’, Good Golly Miss Molly, Baby Face und I’ll Never Let You Go unterstützte. Am 30./31. Juli 1956 entstanden bereits Heeby-Jeebies und All Around the World mit der Studio Band in New Orleans. Während einer Tournee durch die Oststaaten nahm Richard am 16. Januar 1957 unter eigener Leitung mit seiner Live-Band The Upsetters in einer Radiostation von Washington D.C. Keep A Knockin’ auf, das der Toningenieur Abe Robyn im Master-Recorders-Studio in Los Angeles für die Veröffentlichung nachbearbeitete. Mögliche weitere Sessions fanden im Juni 1956 und am 9. Mai 1956 statt.
Folgende Tabelle stellt die drei Autoren gegenüber. Angegeben sind jeweils Datum, Ort (NO = New Orleans, LA = Los Angeles, WDC = Washington D.C.) und Begleitband.
| Titel                            | John Garodkin                             | Charles White                             | Ray Topping                               |
| -------------------------------- | ----------------------------------------- | ----------------------------------------- | ----------------------------------------- |
| Keep A Knockin’                  | 16. Januar 1957, WDC, The Upsetters       | 16. Januar 1957, WDC, The Upsetters       | 16. Januar 1957, WDC, The Upsetters       |
| By the Light of the Silvery Moon | Juni 1956, LA, The Studio Band            | 15./16. Oktober 1956, NO, The Studio Band | 15./16. Oktober 1956, NO, The Studio Band |
| Send Me Some Lovin’              | 15./16. Oktober 1956, LA, The Studio Band | 15./16. Oktober 1956, NO, The Studio Band | 15./16. Oktober 1956, NO, The Studio Band |
| I’ll Never Let You Go            | 15./16. Oktober 1956, LA, The Studio Band | 18. Oktober 1957, LA, The Upsetters       | 18. Oktober 1957, LA, The Upsetters       |
| Heeby-Jeebies                    | 30./31. Juli 1956, NO, The Studio Band    | 30./31. Juli 1956, NO, The Studio Band    | 30./31. Juli 1956, NO, The Studio Band    |
| All Around The World             | 30./31. Juli 1956, NO, The Studio Band    | 30./31. Juli 1956, NO, The Studio Band    | 30./31. Juli 1956, NO, The Studio Band    |
| Good Golly Miss Molly            | 15./16. Oktober 1956, LA, The Studio Band | 15./16. Oktober 1956, NO, The Studio Band | 15./16. Oktober 1956, NO, The Studio Band |
| Baby Face                        | 15./16. Oktober 1956, LA, The Studio Band | 15./16. Oktober 1956, NO, The Studio Band | 15./16. Oktober 1956, NO, The Studio Band |
| Hey-Hey-Hey-Hey                  | 15./16. Oktober 1956, LA, The Studio Band | 10. Februar, NO, The Studio Band          | 9. Mai 1956, NO, The Studio Band          |
| Ooh! My Soul                     | 16. Januar 1957, WDC, The Upsetters       | 18. Oktober 1957, LA, The Upsetters       | 16. Januar 1957, WDC, The Upsetters       |
| The Girl Can’t Help It           | 30./31. Juli 1956, NO, The Studio Band    | 15./16. Oktober 1956, NO, The Studio Band | 15./16. Oktober 1956, NO, The Studio Band |
| Lucille                          | 15./16. Oktober 1956, LA, The Studio Band | 16. Januar 1957, WDC, The Upsetters       | 30./31. Juli 1956, NO, The Studio Band    |

Little Richard war nicht als Album konzipiert. Wie für das Vorgängeralbum suchte sich das A&R-Management von Specialty Records aus den Single-Veröffentlichungen des Künstlers geeignete Stücke aus und stellte diese als Album zusammen. Somit profitierte die Plattenfirma nach den Charterfolgen der Singles erneut durch das damals innovative Format der Long-Play-Ausgabe, gerade als sich die Aufnahmeabstinenz Little Richards nach seinem Entschluss zum Theologiestudium ein Jahr zuvor finanziell bemerkbar machte.

## Titelliste
Seite 1:
1. Keep A Knockin’ (Richard Penniman) – 2:11
2. By the Light of the Silvery Moon (Edward Madden) – 2:03
3. Send Me Some Lovin’ (John Marascalco, Leo Price) – 2:16
4. I’ll Never Let You Go (Richard Penniman) – 2:17
5. Heeby-Jeebies (Maybelle Jackson, John Marascalco) – 2:12
6. All Around the World (Bumps Blackwell, McKinley Millet) – 2:18

Seite 2:
1. Good Golly, Miss Molly (Bumps Blackwell, John Marascalco) – 2:07
2. Baby Face (Harry Akst, Benny Davis) – 2:11
3. Hey-Hey-Hey-Hey (Richard Penniman) – 2:03
4. Ooh! My Soul (Richard Penniman) – 1:50
5. The Girl Can’t Help It (Bobby Troup) – 2:29
6. Lucille (Albert Collins, Richard Penniman) – 2:21

Für Keep A Knockin’ ließ sich Little Richard als Autor registrieren. Das Lied ist aber ein Blues-Standard, der bereits 1928 von James Wiggins aufgenommen wurde und seitdem viele Male. All Around the World stammt aus der Feder von Li’l Millet, der Produzent Blackwell machte nach der Aufnahme mit Little Richard ebenfalls Songwriter-Credits geltend. Albert Collins ist als Komponist und Texter für Lucille registriert, Richard erlangte die Co-Autorenschaft durch sein Piano-Arrangement.

## Veröffentlichungen und Charterfolge
Die Lieder auf Little Richard erschienen zwischen Oktober 1956 und November 1958 auf Single und kamen bis auf Heeby-Jeebies und I’ll Never Let You Go alle in die amerikanischen oder britischen Charts. Allerdings schaffte dies Hey-Hey-Hey-Hey erst im Medley mit Kansas City, das auf dem nächsten Album erschien. Den Anfang der Veröffentlichungen machte Heeby-Jeebies zusammen mit She’s Got It auf Specialty 584, Richards vierten Single für das kalifornische Label. Die fünfte Single mit der Nummer 591 beinhaltet The Girl Can’t Help It (US R&B #7 / US Pop #49 / UK #9) und All Around The World (#13 / – / –), Lucille (#1 / #1 / #10) und Send Me Some Lovin’ (#3 /#54 / –) teilen sich Specialty 598. Keep A Knockin’ (#2 / #8 / #21) war die erfolgreiche A-Seite von Specialty 611 vom September 1957. Mit Specialty 624 kamen wieder zwei Titel des Albums zusammen heraus: Good Golly Miss Molly (#4 / #10 / #8) und Hey-Hey-Hey-Hey. Ooh! My Soul (#15 / #31 / #22) ist die B-Seite von True Fine Mama auf Specialty 633, der zehnten Little-Richard-Single des Labels. Die elfte Single mit der Nummer 645 beinhaltete I’ll Never Let You Go und Baby Face (#12 / #41 / #2). By the Light of the Silvery Moon (– / – / #17) machte schließlich als B-Seite von Wonderin’ auf Specialty 660 im November 1958 den Abschluss und chartete nur im Vereinigten Königreich.
Die Platte selbst erschien auf Specialty LP-2103 unter dem Titel Little Richard im Dezember 1958 in den Vereinigten Staaten. In den wichtigen europäischen Märkten Großbritannien, Frankreich, den Niederlanden und Italien übernahm der Lizenzpartner London Records die Veröffentlichung. Eine länderspezifische Ausgaben auf Specialty erfolgt in Japan erst 1974. Eine weitere holländische Ausgabe hieß auf Artone Records The Best of Little Richard. Die gleiche Songzusammenstellung wurde nochmals unter dem Titel Little Richard and His Band in Großbritannien, Australien und Südafrika vertrieben. Das Album erreichte im Gegensatz zu den zugrundeliegenden Singles keine Chartplatzierung.